# Femme Fatale (píseň)
„Femme Fatale“ je skladba newyorské rockové hudební skupiny The Velvet Underground a německé zpěvačky Nico. Vyšla jako B-strana singlu „Sunday Morning“ v prosinci roku 1966 a na albu The Velvet Underground & Nico v březnu následujícího roku. Skladbu i celé album produkoval Andy Warhol a napsal ji kytarista Lou Reed. Píseň předělalo mnoho interpretů, mezi které patří i skupiny Big Star, R.E.M., Duran Duran a další. Jedná se o jednu z čtyř skladeb na tomto albu, ve které zpívá Nico.
Kapela píseň nahrála v dubnu 1966 v newyorském studiu společnosti Scepter Records nedlouho před jeho demolicí (již tehdy byla z podlahy vytrhána prkna a strženy některé zdi).
Její text pojednává o královně zlomených srdcí, přičemž jako inspirace je často uváděna Edie Sedgwick, která tou dobou, stejně jako kapela, spolupracovala s Warholem a působila v jeho ateliéru The Factory.